# Noteriades capensis
Noteriades capensis is een vliesvleugelig insect uit de familie Megachilidae. De wetenschappelijke naam van de soort is voor het eerst geldig gepubliceerd in 1922 door Friese.
De soort komt voor in Zimbabwe en Zuid-Afrika.